# 道路標識

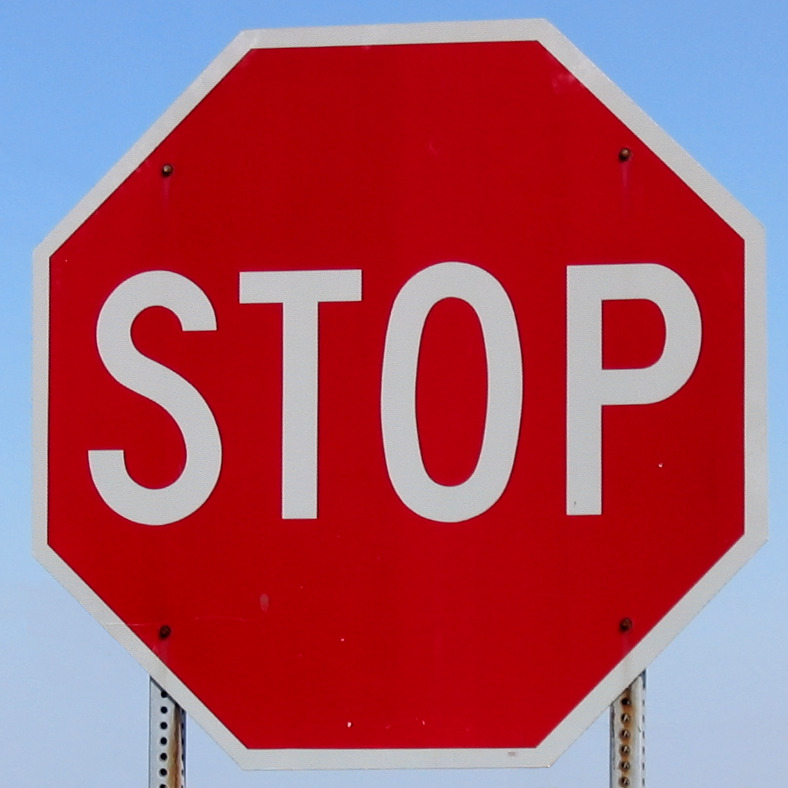
「一時停止」を示すアメリカの道路標識

行き先と距離が示されたオーストラリア・クイーンズランド州のハイウェイ（高速道路）での標識

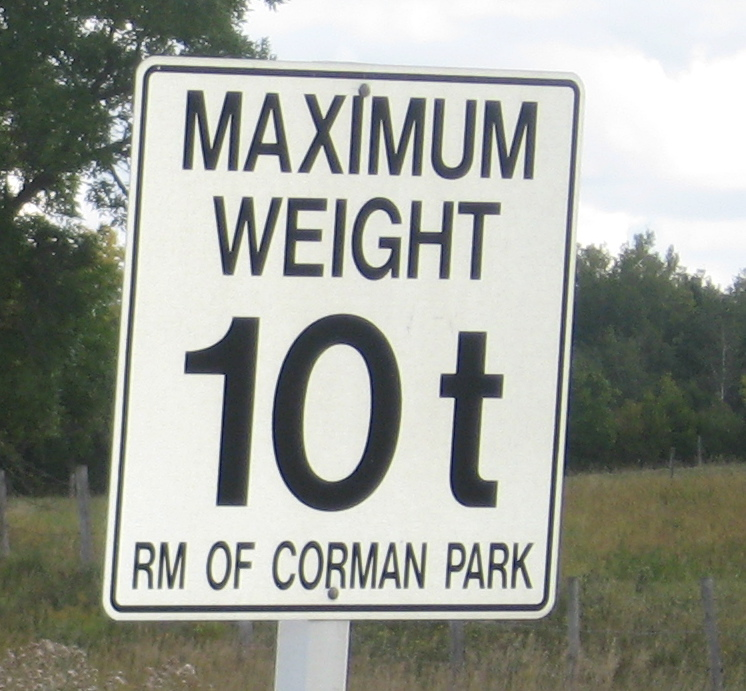
イギリス地方都市での重量制限標識（10トン）

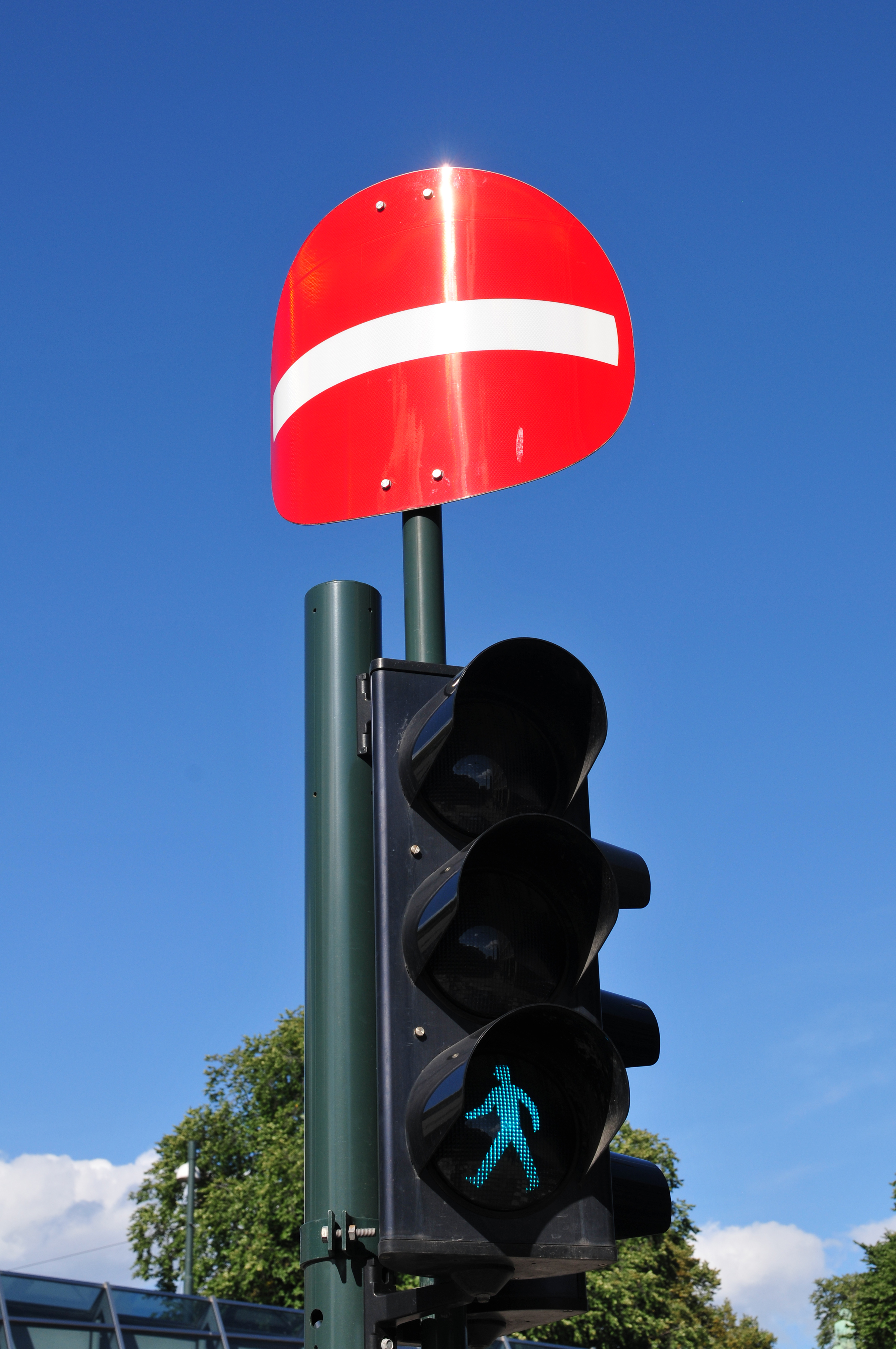
丸みをおび、どこからでも見られる「進入禁止」（ノルウェー・オスロ）

道路標識（どうろひょうしき）は、道路の傍ら若しくは上空に設置され、利用者に必要な情報を提供する表示板である。交通事故を未然に防ぐための規制・危険箇所への警戒喚起、指示・案内による交通の円滑化などを目的に設置される。
日本語としての道路標識は警告や義務を示すものは標識と言うが、情報を提供するものに関しては通常は看板と呼ぶ。

## 概要
道路標識は道路上の交通が安全かつ円滑に移動できるようにし、かつ道路の保全をはかる目的で設置される。
上記の目的のために、以下の性質を持つ必要がある。
- 遠距離から標識の存在と種類を確認できること。
- 短時間で標識の内容を把握できること。
- 夜間でも判読できること。
- できる限り世界的に統一されていること。

## 分類
道路標識にはさまざまな種類があり、国際連合経済社会理事会による1968年の道路標識及び信号に関する条約（ウィーン標識条約）の付表1では下記の8項目に分類される。
- 危険警告標識
- 優先標識
- 禁止制限標識
- 義務標識
- 特別規制標識
- 情報、施設、サービス標識
- 方向、位置、指示標識
- 追加表示板

## 各国の道路標識

### ヨーロッパの道路標識
1968年に欧州諸国はウィーン交通条約に調印し、参加国間での交通規制の標準化を手がけ始めた。そして、ウィーン標識条約によって道路標識や信号が決められている。その結果、西ヨーロッパ各国では条約以前に出来た一部の国独自の例外を除くと、道路標識は大体標準化されている。
欧州の道路標識の原則は、形と色が目的によって定義付けられていることである。三角（白か黄色の背景）は警告標識。禁止標識は丸型で周囲が赤。情報標識などは長方形。警告標識に表示される動物の例では、ムース、カエル、鹿、アヒル、牛、羊、馬、ホッキョクグマ、猿などがある。動物イラストの使用はウィーン標識条約で決められている。
方向標識は（少なくとも一般道のものは）ウィーン標識条約では定義されていない。その結果、国によってはかなり違った形状のものがある。字体、矢印の形状、特に色などはかなりばらばらである。ただしウィーン標識条約では高速道路標識は緑地に白文字または青地に白文字と決められている。
「止まれ」などの文字は英語やその地域の言語が使用される。ラテン文字以外の文字を使用する言語の場合は、地名などはラテン文字での音声表記が必要とされる。
欧州各国はメートル法を採用しているので、距離単位は基本的にはメートル表示が使用される。ただしイギリスのみ例外で、マイルが使用されている。

### 北米の道路標識
アメリカ合衆国とカナダでは、多くの道路標識が共通で使用されている。

#### 使用される色
北アメリカにおいては、主に下記の色が使用されている。
- 赤：停止標識、禁止標識
- 緑：方向、位置、距離、地名などの情報標識
- 茶：公園、史跡、緑地、スキー場、キャンプ場などの情報標識
- 青：サービスエリア、病院、給油・食料・宿泊施設などの情報標識
- 白地に黒文字：速度制限などの規制標識
- 黄：カーブやスクールゾーンなどの危険警告標識
- オレンジ：道路工事等の際の回り道などの臨時規制標識（近年、蛍光オレンジが使用されることが多い）
- 紫：電子料金収受登録車専用レーンなどの車線規制標識

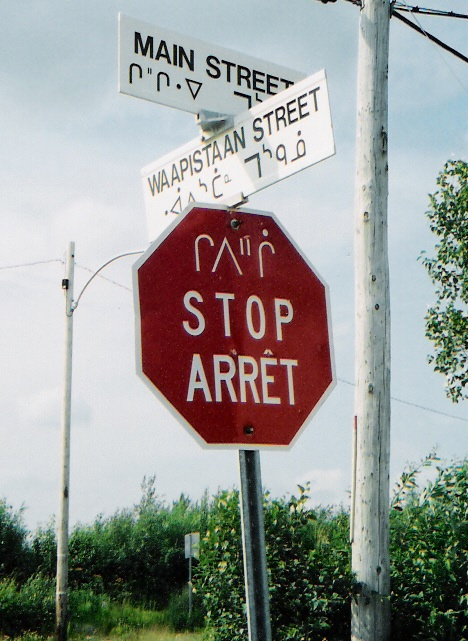
カナダ・ケベック州の英語、フランス語、クリー語の3か国語表示の停止標識

#### 高速道路標識
各州ごとに独自の高速道路標示が使われているが、全国規模の高速道路（カナダのトランスカナダハイウェイやアメリカのインターステート・ハイウェイ）は共通の標示が使われる。

#### 単位
距離単位は国ごとに決められている。主にアメリカ合衆国ではマイル、カナダではキロメートル表示が使用されている。

#### 言語
北アメリカでは主に英語が使用されるが、カナダでは英語・フランス語の2か国語表示が使用されているところもある。ケベック州では主にフランス語が使用される。アメリカ＝メキシコ国境近辺では英語・スペイン語の2か国語表示が使用されているところもある。その他、カナダでは地域の特性によってクリー語などの表示もある。

FHWAアルファベット

#### 書体
北アメリカの道路標識では一般的に、「FHWAアルファベット」が使用されてきた。FHWAは「連邦高速道路行政機関」の略。1945年に発効した交通制御器具標準書体で定められ、その後FHWAで更新された。現在は道路標識全体の表現を定める「標準道路標識（SHS）」の一部となっている。

クリアビュー・フォント

近年、アメリカの研究者が開発した、より見やすい「クリアビュー」フォントがFHWAにより暫定的に許可され、使用される例も多くなってきた。カナダでは高速道路や一般道でも使用されている。
地方自治体や空港公団などが独自のフォントやHelveticaなどを使用する場合もある。